# Somatochlora hineana
 (mars 2023).
La mise en forme du texte ne suit pas les recommandations de Wikipédia : il faut le « wikifier ».
Les points d'amélioration suivants sont les cas les plus fréquents. Le détail des points à revoir est peut-être précisé sur la page de discussion.
- Les titres sont pré-formatés par le logiciel. Ils ne sont ni en capitales, ni en gras.
- Le texte ne doit pas être écrit en capitales (les noms de famille non plus), ni en gras, ni en italique, ni en « petit »…
- Le gras n'est utilisé que pour surligner le titre de l'article dans l'introduction, une seule fois.
- L'italique est rarement utilisé : mots en langue étrangère, titres d'œuvres, noms de bateaux, etc.
- Les citations ne sont pas en italique mais en corps de texte normal. Elles sont entourées par des guillemets français : « et ».
- Les listes à puces sont à éviter, des paragraphes rédigés étant largement préférés. Les tableaux sont à réserver à la présentation de données structurées (résultats, etc.).
- Les appels de note de bas de page (petits chiffres en exposant, introduits par l'outil «  Source ») sont à placer entre la fin de phrase et le point final[comme ça].
- Les liens internes (vers d'autres articles de Wikipédia) sont à choisir avec parcimonie. Créez des liens vers des articles approfondissant le sujet. Les termes génériques sans rapport avec le sujet sont à éviter, ainsi que les répétitions de liens vers un même terme.
- Les liens externes sont à placer uniquement dans une section « Liens externes », à la fin de l'article. Ces liens sont à choisir avec parcimonie suivant les règles définies. Si un lien sert de source à l'article, son insertion dans le texte est à faire par les notes de bas de page.
- La présentation des références doit suivre les conventions bibliographiques. Il est recommandé d'utiliser les modèles {{Ouvrage}}, {{Chapitre}}, {{Article}}, {{Lien web}} et/ou {{Bibliographie}}. Le mode d'édition visuel peut mettre en forme automatiquement les références.
- Insérer une infobox (cadre d'informations à droite) n'est pas obligatoire pour parachever la mise en page.

Pour une aide détaillée, merci de consulter Aide:Wikification.
Si vous pensez que ces points ont été résolus, vous pouvez retirer ce bandeau et améliorer la mise en forme d'un autre article.
Espèce
Statut de conservation UICN

LC : Préoccupation mineure
Somatochlora hineana est une espèce de libellules de la famille des Corduliidae. C'est une libellule en voie de disparition que l'on trouve aux États-Unis et au Canada. Des populations existent dans l'Illinois, le Michigan, le Missouri, l'Ontario et le Wisconsin. Les larves se trouvent dans les eaux peu profondes et courantes des fens et des marais et utilisent souvent des terriers d'écrevisses. Les principales menaces pour l'espèce proviennent de la perte et l'altération de l'habitat, et l'espèce est légalement protégée aux États-Unis et au Canada.

## Description
L'apparence de Somatochlora hineana varie tout au long de sa vie. Au stade larvaire, les nymphes ne possèdent aucune caractéristique qui les distingue de celles des autres espèces de libellules. Une nymphe mature mesure environ 2,3 cm de longueur.
Adulte, Somatochlora hineana se distingue des autres espèces de libellules par son thorax vert foncé présentant deux bandes latérales jaunes et par des structures reproductrices mâles et femelles de forme unique. Ses yeux sont bruns juste après la métamorphose et ce pendant de un à trois jours, puis prennent une couleur vert émeraude. Ses ailes restent claires avec une coloration ambrée à la base jusqu'à la fin de leur vie, moment auquel elles deviennent de couleur fumée. Somatochlora hineana adulte moyenne mesure 6,3 cm de longueur et a une envergure de 8,9 cm. En moyenne, les libellules femelles sont légèrement plus grandes que les mâles.

## Cycle de vie
Au cours de sa vie, Somatochlora hineana passe par les stades d'œuf, de larve et adulte. Les deux premiers stades sont aquatiques et cela correspond à l'essentiel de leur vie, le stade larvaire durant 2 à 4 ans. Cette durée varie en fonction de l'approvisionnement alimentaire, de la profondeur de l'eau et de la température. À ce stade, les nymphes Somatochlora hineana vivent dans des ruisseaux et mûrissent en subissant une série de mues. Une larve mature passe au stade adulte en grimpant sur une quenouille et en effectuant une mue finale. Au cours de cette mue, la peau de la nymphe se fend longitudinalement le long de son corps. L'adulte se débarrasse alors de cette peau morte et émerge dans la nature. Les nymphes émergent généralement dans la nature en juin et juillet.
Les nymphes mâles et femelles semblent progresser vers le stade adulte dans des proportions égales.
Le stade adulte suivant, long de 4 à 6 semaines, se compose de trois sous-stades. Ces stades sont le stade pré-reproductif, le stade reproductif et le stade post-reproductif. Les adultes passent ces étapes à chasser des proies, à établir des territoires et à se reproduire.
Dans l'ensemble, les libellules Somatochlora hineana vivent de 2 à 4 ans.

### Reproduction
Avant que la reproduction puisse avoir lieu, un mâle doit d'abord établir un territoire. Ces territoires ont une superficie de 2 à 4 m2 et se trouvent à proximité de plans d'eau. Les libellules mâles patrouillent dans ces zones et les défendent des libellules de leur propre espèce et d'autres espèces. Les femelles initient l'accouplement en volant dans le territoire d'un mâle. Un mâle réagit à ce comportement en courant après la femelle. Une fois que le mâle atteint la femelle, il s'accroche à son corps. Les deux volent ensuite vers les arbustes voisins et la copulation commence.
Après l'accouplement, la femelle plonge à plusieurs reprises son abdomen dans des eaux peu profondes. Ce faisant, elle dépose ses œufs fécondés. Somatochlora hineana ne se reproduit qu'une seule fois avant de mourir. La reproduction a lieu durant les mois de juin, juillet et août.

### Alimentation et comportements alimentaires
Somatochlora hineana est carnivore aux stades larvaire et adulte. Adulte elle se nourrit de petits insectes volants tels que les moustiques et les moucherons. Les adultes se nourrissent généralement de leurs proies en vol et semblent privilégier la recherche de nourriture le long des lisières de la forêt. Ces lisières de forêt longent généralement des routes. Pendant la phase pré-reproductive, ces vols durent 1 à 3 min. Pendant la phase de reproduction, ces vols durent jusqu'à15 min. Les adultes reproducteurs peuvent voler jusqu'à 2 km pendant ces vols. Parfois, les adultes reproducteurs se nourrissent également en grands essaims. La chasse dans ces essaims peut protéger les libellules des prédateurs. Les nymphes sont des nourrisseurs nocturnes et se nourrissent d'autres larves aquatiques, telles que celles appartenant aux moustiques ou aux éphémères. Les chercheurs soupçonnent que les nymphes se nourrissent de différentes espèces tout au long de leur développement. Pendant la chasse, les nymphes restent immobiles et attendent que la proie s'approche d'elles.

## Distribution et habitat
Ce taxon se rencontre au Canada et aux États-Unis.

### Habitat
Somatochlora hineana occupe des habitats de zones humides, d'étangs et de piscines, de prairies humides, de forêts et de marais.
Quelques caractéristiques importantes sont communes aux habitats d'émeraude typiques de Somatochlora hineana : 
Les habitats de Somatochlora hineana comprennent des cours d'eau minéralisés à faible débit. Ils ont à la fois des zones ouvertes et boisées. Les zones ouvertes offrent un espace pour la recherche de nourriture. Les zones boisées offrent un espace de repos.
En outre, ils comprennent des terriers d'écrevisses, que les nymphes utilisent comme abri. Typiquement, les habitats possèdent un socle rocheux exposé ou légèrement recouvert. Enfin, ils fournissent des voies pour la dispersion de Somatochlora hineana telles que des routes, des clairières forestières, des ruisseaux et des voies ferrées. D'autres caractéristiques des habitats de Somatochlora hineana, telles que la végétation, varient d'une région à l'autre.
L'aire de répartition de Somatochlora hineana comprend :
- aux États-Unis, des États de l'Illinois, du Michigan, du Missouri et du Wisconsin ;
- au Canada, de la province de l'Ontario.

Somatochlora hineana a également occupé historiquement des parties de l'Ohio, de l'Indiana et de l'Alabama. En raison de la modification de l'habitat, Somatochlora hineana ne vit probablement plus dans ces États. On ignore actuellement si Somatochlora hineana vivait autrefois dans certaines parties d'autres États.
Somatochlora hineana a été décrite pour la première fois en 1931 près du lac Indian dans le comté de Logan (Ohio). La liste rouge de l'UICN indique qu'il existe 47 emplacements connus où Somatochlora hineana est présente. Cela comprend l'Ontario, le Canada et l'Illinois, le Michigan, le Missouri et le Wisconsin,. À un moment donné, des populations existaient également dans l'Ohio, l'Alabama et l'Indiana, bien qu'il n'y ait eu aucune observation récente.

### Écologie
Plusieurs espèces se nourrissent de Somatochlora hineana.
Les écrevisses, les tortues, les amphibiens et d'autres espèces aquatiques se nourrissent de nymphes. Les araignées, les grenouilles, les oiseaux et les grandes libellules s'attaquent aux adultes.
Certaines de ces relations prédateur/proie peuvent profiter à Somatochlora hineana. Un article de 2006 suggère que l'Écrevisse diabolique affecte positivement la proie nymphe émeraude de Somatochlora hineana. Alors que les habitats de Somatochlora hineana s'assèchent à la fin de l'été, les terriers d'écrevisses restent humides. En habitant ces terriers, les nymphes augmentent leurs chances de survie lors des sécheresses.
On ne sait pas si Somatochlora hineana présente des relations mutuellement bénéfiques similaires avec d'autres espèces.

## Systématique
Le nom valide complet (avec auteur) de ce taxon est Somatochlora hineana Williamson, 1931.
Ce taxon porte en français le nom vernaculaire ou normalisé suivant : Cordulie de Hine,UICN (1429986).

## Conservation

### État de conservation
Somatochlora hineana a été proposée pour la première fois comme espèce en voie de disparition en octobre 1993. Le US Fish and Wildlife Service a cité trois raisons principales pour lesquelles Somatochlora hineana mérite une protection fédérale. Les habitats fragmentés et les petites populations fortement réparties étaient des préoccupations importantes. En janvier 1995, Somatochlora hineana a été officiellement ajoutée à l'ESA et répertoriée comme espèce en voie de disparition. Dernière évaluation en 2008, Somatochlora hineana était la seule espèce de libellule incluse dans la loi sur les espèces en voie de disparition.
Le plan de rétablissement du US Fish and Wildlife Service a été publié en 2001. Son objectif ultime de rétablissement est « [la restauration de la libellule] en populations viables ». Le plan a établi l'unité de rétablissement du nord et l'unité de rétablissement du sud. Pour être déclassé dans la loi sur les espèces en voie de disparition, certains critères doivent être remplis. Chaque unité de rétablissement doit contenir au moins trois sous-populations avec 500 adultes reproducteurs pendant au moins 10 ans. De plus, il doit y avoir deux sites de reproduction par sous-population. Ces zones doivent avoir un habitat protégé par le gouvernement fédéral.
Dans le plan de rétablissement, le Fish and Wildlife Service suggère diverses idées pour augmenter la survie de Somatochlora hineana. Cela comprend la protection des bassins versants et les restrictions sur les actes. L'acquisition de terres et la création de réserves naturelles sont également des moyens potentiels de protéger l'espèce. Le Fish and Wildlife Service détaille l'importance de la gestion des populations existantes et de la recherche sur les changements démographiques. Pour ce faire, il doit y avoir des recherches sur les populations non découvertes de Somatochlora hineana ainsi que des programmes d'éducation organisés. De plus, le plan de rétablissement souligne l'importance de protéger et de maintenir les populations et les habitats connus. Des programmes d'augmentation et des évaluations des progrès du rétablissement doivent être menés. L'objectif du plan de rétablissement est clair: "assurer la viabilité à long terme en arrêtant ou en inversant le déclin des populations de Somatochlora hineana et en s'attaquant aux menaces qui pèsent sur leur survie".
Dans l'examen quinquennal mené en 2013, quatre critères majeurs de reclassement sont énumérés. Tout d'abord, chaque unité de rétablissement doit répondre aux besoins de population spécifiés dans le plan de rétablissement initial. Au moment de la publication, certaines populations de l'unité de rétablissement du Nord dépassent cette limite. Aucune population de l'unité de rétablissement du sud n'atteint cet objectif. Une seule population de l'unité de rétablissement du sud a été quantifiée au moment de la publication. Deuxièmement, il doit y avoir au moins deux habitats de reproduction par sous-population. Chaque habitat de reproduction doit être alimenté par des sources d'eau différentes. En 2013, ce critère n'a pas été respecté et seulement douze des 27 sous-populations ont plus d'un site de reproduction. Troisièmement, l'habitat qui soutient les sous-populations doit être officiellement protégé et géré. Cela comprend le contrôle des espèces envahissantes et la restauration des sources d'eau locales. Des actions pour minimiser la présence de véhicules sont également suggérées. Enfin, l'examen requiert la création d'un plan de surveillance pour chaque population. Cela doit inclure des estimations annuelles de la population. Ce dernier critère n'a pas été satisfait en raison du manque de connaissances sur la reproduction et la structure de l'habitat. De nombreuses régions manquent des ressources nécessaires pour évaluer les sites de population.
Somatochlora hineana a été évaluée pour la dernière fois par la Liste rouge de l'UICN le 8 juin 2018. À ce stade, elle a été répertoriée comme étant en préoccupation mineure. Cela contredit l'ancienne classification de l'ESA en voie de disparition.

### Habitat essentiel
L'habitat essentiel actuel de Somatochlora hineana comprend 100 km2 de terrain. Ces terres sont concentrées dans divers comtés de l'Illinois, du Michigan, du Missouri et du Wisconsin. Les coûts prévus pour la protection varient de 10,5 à 25,2 millions de dollars sur 20 ans après ajustement. Cette version de la décision sur l'habitat essentiel a été finalisée en 2010. Cependant, cette décision diffère considérablement de la proposition initiale et de la première décision sur l'habitat essentiel.
Dans la règle proposée de 2006 sur l'habitat critique, 100 km2 acres ont été proposés pour protection. Cette proposition envisageait l'exclusion de toutes les populations du Missouri et de deux du Michigan. En 2007, la décision initiale ne désignait que 50 km2 à protéger. La décision de 2010 double la gamme d'habitats critiques pour HED.

### Menaces
Le plan de rétablissement de Somatochlora hineana a été publié en 2001. À cette époque, les principales menaces pesant sur l'espèce étaient la perte/altération de l'habitat et la contamination. Somatochlora hineana habite les habitats des marais et des zones humides, qui sont déjà rares. Une perte supplémentaire d'habitat perturberait les populations survivantes de l'espèce. Le plan de rétablissement explique la perte d'habitat. Le développement industriel, agricole et commercial a causé le plus de dégâts. Ces dégâts ont contribué au déclin de l'espèce. Un bilan quinquennal a été réalisé en 2013. Il comprend des évaluations plus récentes des menaces pesant sur les populations de Somatochlora hineana. Il comprend un tableau (pp. 27-29) qui détaille les menaces présentes sur chacun des sites de Somatochlora hineana. Il existe quelques menaces communes entre les sites. Ces menaces sont la fragmentation, les modifications du débit d'eau, les contaminants, la mortalité due aux véhicules et les animaux et plantes envahissants.

#### Fragmentation
Les populations de Somatochlora hineana sont sensibles à la fragmentation de l'habitat. À partir de 2012, des études étaient en cours pour enquêter sur les obstacles au mouvement de Somatochlora hineana, tels que les routes et les ponts. Ils ont étudié comment ces barrières peuvent influencer le comportement de vol et la capacité de dispersion des libellules. Si Somatochlora hineana est incapable de se disperser correctement, cela peut conduire à des populations isolées de taille inférieure. Une mauvaise dispersion réduit également la diversité génétique, et une faible diversité génétique rendra Somatochlora hineana plus vulnérable aux autres menaces auxquelles elle est confrontée.

#### Animaux invasifs
Les espèces animales envahissantes constituent une menace pour les habitats de Somatochlora hineana. Les castors, les porcs sauvages et les tatous sont les principales menaces potentielles. Ils peuvent contribuer à la destruction de l'habitat de Somatochlora hineana. Les barrages de castor ont le potentiel d'inonder les zones humides des populations de Somatochlora hineana. Lorsque les porcs sauvages recherchent de la nourriture, ils peuvent endommager les habitats de Somatochlora hineana. En 2013, les porcs sauvages n'étaient considérés comme une menace que dans le Missouri. Cependant, leurs populations ont augmenté dans d'autres États avec les populations de Somatochlora hineana. Enfin, les tatous à neuf bandes ont également un impact sur les habitats de Somatochlora hineana lorsqu'ils se nourrissent. Les tatous creusent le sol à la recherche de larves d'insectes et se nourrissent également dans les terriers. L'impact des tatous sur les habitats de Somatochlora hineana nécessitera une surveillance à mesure que l'aire de répartition du tatou continue de s'étendre.

#### Plantes envahissantes
Les plantes envahissantes ont le potentiel d'affecter les habitats, les comportements, les mouvements et la reproduction de Somatochlora hineana. L'invasion de la végétation ligneuse et des quenouilles dans les habitats de Somatochlora hineana pourrait affecter les comportements de vol des adultes. Les espèces ligneuses envahissantes peuvent réduire la quantité d'eau souterraine. Il s'agit d'un élément vital des habitats larvaires de Somatochlora hineana. L'invasion d'espèces comme le roseau commun peut diminuer les populations d'écrevisses. Ainsi, diminuant le nombre de terriers d'écrevisses qui sont un lieu de refuge pour les larves de Somatochlora hineana.

#### Impact humain
Les humains peuvent avoir un impact sur Somatochlora hineana de différentes manières. La plupart des impacts humains impliquent la destruction/altération de l'habitat ou réduction des populations de fragments de zone d'habitat. L'extraction de carrières, le remplissage des zones humides et la création de décharges sont parmi les actions humaines néfastes. La contamination est une autre nuisance humaine pour les populations de Somatochlora hineana. Les décharges ont le potentiel de lessiver des produits chimiques nocifs et de contaminer les eaux de surface et souterraines. Les eaux de surface et souterraines sont essentielles pour Somatochlora hineana au stade larvaire. Les activités récréatives et l'agriculture peuvent également avoir un impact sur les populations de Somatochlora hineana. Les insecticides, les herbicides et les engrais utilisés dans ces pratiques pourraient nuire aux populations de Somatochlora hineana. Les engrais peuvent entraîner des changements dans les habitats de Somatochlora hineana qui pourraient avoir un impact sur l'espèce.

### Efforts de conservation
Somatochlora hineana est inscrite sur la liste fédérale américaine des espèces sauvages et des plantes en voie de disparition et menacées. Cela signifie que l'espèce est protégée en vertu de la loi sur les espèces en voie de disparition de 1973 (ESA). Somatochlora hineana est également répertoriée comme en voie de disparition dans l'Illinois, le Wisconsin, le Missouri et le Michigan. Cela fournit à l'espèce des protections au niveau des États et au niveau fédéral.

#### Protection de l'habitat
De nombreuses agences aident à protéger les habitats de Somatochlora hineana. Les agences d'État et de comté protègent les habitats de trois sous-populations dans l'Illinois. L'Université du Wisconsin et le Département des ressources naturelles du Wisconsin (WDNR) aident à protéger les habitats de Somatochlora hineana, l'un d'entre eux étant la réserve faunique de Gardner Swamp. Ils protègent l'habitat de la population du comté d'Ozaukee, dans le Wisconsin. Le WDNR protège également l'habitat de la population du sud-ouest du Wisconsin. Le US Forest Service ou le Missouri Department of Conservation protège les habitats de Somatochlora hineana dans le Missouri. Ces agences protègent la plupart des habitats de deux des sous-populations du Missouri. Les agences étatiques et fédérales protègent les habitats dans l'unité de rétablissement du Nord. Ils protègent les habitats de cinq des seize sous-populations.

#### Recharge des eaux souterraines
Les zones de recharge des eaux souterraines apportent une contribution importante aux habitats de Somatochlora hineana. Les chercheurs ont travaillé pour définir les zones qui contribuent à de nombreux habitats de Somatochlora hineana. Cependant, ils n'ont pas encore cartographié les zones de recharge pour tous les sites d'habitat de Somatochlora hineana. Des recherches supplémentaires sont nécessaires pour identifier les zones de recharge pour tous les sites de Somatochlora hineana. Les sections 7 et 9 de l'ÉES protègent toutes les zones de recharge des eaux souterraines identifiées. La loi sur la préservation des zones naturelles de l'Illinois protège des zones identifiées dans l'Illinois.

### Taille de la population
Il n'existe pas beaucoup d'informations sur la taille de la population historique pour Somatochlora hineana. Mais, la Liste rouge de l'UICN indique que les populations actuelles sont stables. Ils estiment qu'il y a plus de 30 000 individus dans le monde.

#### En 2013 aux États-Unis
La population du comté de Door (Wisconsin)) est la plus importante en 2013 avec pas moins de 20 000 individus.
Il existe deux unités de récupération aux États-Unis : l'unité de rétablissement du nord et du sud. L'unité de rétablissement du nord compte deux populations : le nord du Wisconsin et le Michigan. L'unité de rétablissement du sud compte quatre populations. Cela comprend le comté d'Ozaukee, le Wisconsin, le sud-ouest du Wisconsin, l'Illinois et le Missouri. Les populations sont uniques lorsqu'elles sont séparées par de grandes distances d'au moins 50 km. Il doit y avoir une faible chance d'échange génétique entre eux.
Ces six populations sont composées de 27 sous-populations. Ainsi, il y a 69 sites au total pour la présence de Somatochlora hineana. Trente-cinq de ces sites sont entièrement protégés et 21 sont partiellement protégés. Onze sites ne sont pas protégés et les deux autres ont des statuts de protection juridique inconnus. Il manque des informations sur le nombre d'adultes reproducteurs pour de nombreuses sous-populations. Il est donc difficile d'évaluer les progrès des efforts de conservation.
L'examen quinquennal de 2013 suggère des actions futures qui contribuent aux efforts de conservation. Cela comprend la modélisation de la dynamique de la population de Somatochlora hineana, une priorité élevée. De plus, plus d'informations sur les mesures clés de la démographie de la population sont nécessaires. Les domaines de recherche comprennent les plus petites tailles de population possibles et les tailles de population actuelles. De plus, la diversité génétique entre les populations est importante à étudier. La restauration de population durables de Somatochlora hineana permet à l'ESA de rétrograder l'espèce de menacée à vulnérable. Pour ce faire, cependant, des données démographiques à jour sont cruciales.